# Cratere Agassiz
Agassiz  è un cratere sulla superficie di Marte. Il nome gli fu assegnato nel 1973 in onore del naturalista statunitense Louis Agassiz.